# Eryri
Eryri, Snowdonia – pasmo górskie w północno-zachodniej Walii (Wielka Brytania), w hrabstwach Gwynedd i Conwy, niemal w całości w obrębie Parku Narodowego Eryri (Snowdonia). Najwyższym szczytem jest Yr Wyddfa (Snowdon), o wysokości 1085 m n.p.m., będący najwyższym wzniesieniem całej Walii.
Zasięg geograficzny terminu Snowdonia nie jest ściśle zdefiniowany. W tradycyjnym rozumieniu odnosił się do gór na terenie historycznego hrabstwa Caernarfonshire, czasem zawężany tylko do góry Snowdon i najbliższych, otaczających ją szczytów. Od czasu ustanowienia w 1951 roku parku narodowego o tej samej nazwie, obejmującego znacznie większy obszar (w jego obrębie m.in. góry Aran Fawddwy i Cadair Idris), rozciągający się na południe po estuarium rzeki Dyfi (Dovey), często używany jest w odniesieniu do całego obszaru parku.